# 小行星38980
小行星38980（38980 Gaoyaojie）是一颗绕太阳运转的小行星，为主小行星带小行星，于2000年10月发现。
該小行星以中国爱滋病防治先驱高耀洁命名。

## 轨道参数
小行星38980的轨道半长轴为354 141 318 km（2.3672548 UA），离心率为0.276。